# Cogolludo

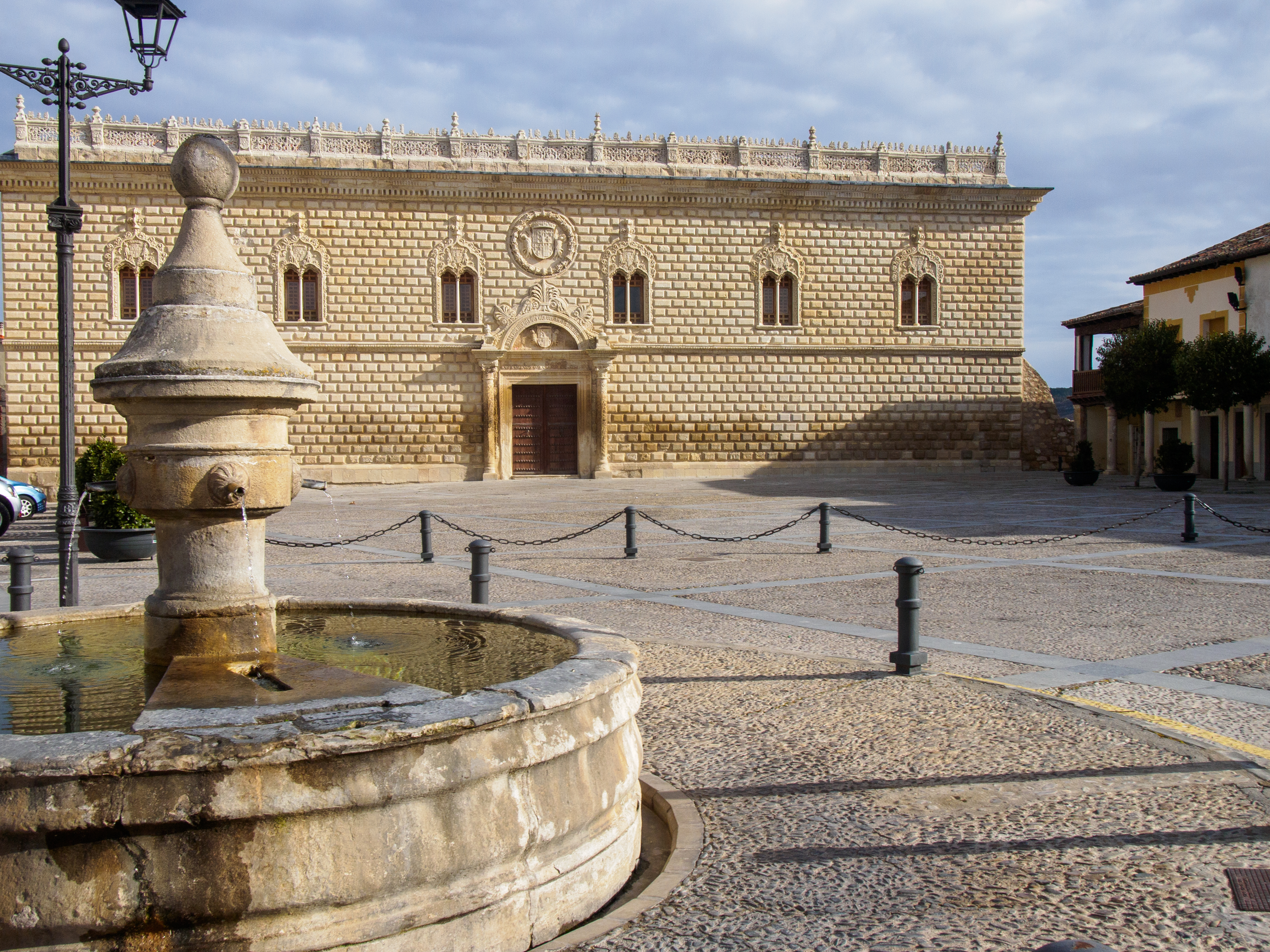
Plaza Mayor con Palacio de los Duques de Medinaceli al fondo

Cogolludo es un municipio y localidad española de la provincia de Guadalajara, en la comunidad autónoma de Castilla-La Mancha. El término municipal, que forma parte de la comarca de la Serranía y fue señorío de los duques de Medinaceli, tiene una población de 554 habitantes (INE 2024).

## Toponimia y símbolos
Su nombre original fue Cugullent, del latín cucullus, cuyo significado es «capuchón». Esto aludiría a su ubicación sobre un cerro y al apiñamiento de sus casas que parecen formar una piña o cogollo. Cogollo vendría a significar según otros autores «montículo de fuerte pendiente».
El blasón que define el escudo heráldico que representa al municipio —aprobado por decreto el 20 de diciembre de 1985— es el siguiente:

Cortado: 1º y 4º partido, de gules, torre de oro mazonada de sable y aclarada de gules; partido de plata el león rampante de gules; 2º y 3º, de azur tres lises de oro, 2-1. Al timbre, Corona Real cerrada.
Diario Oficial de Castilla-La Mancha nº 52 de 31 de diciembre de 1985

La bandera que usa el municipio es un paño de proporciones 2:3 de color rojo carmesí con el escudo municipal cargado al centro.

## Geografía
La localidad está situada a una altitud de 898 m sobre el nivel del mar. Cogolludo se encuentra sobre la falda de un cerro —El Lomón—, en las inmediaciones del río Aliendre y el arroyo Arbancón. Su término municipal se halla representado en las hojas 486 y —en menor medida— 460 y 485 del Mapa Topográfico Nacional. Presenta una precipitación anual de 658 mm y una temperatura media anual de 12,40 °C.
Limita con los términos municipales de Tamajón, Arbancón, Semillas, Monasterio, San Andrés del Congosto, La Toba, Puebla de Beleña, La Mierla, Membrillera, Robledillo de Mohernando, Humanes, Fuencemillán, Montarrón y Espinosa de Henares.

## Historia
El origen de la localidad de Cogolludo se remonta a la primitiva fortaleza construida en lo alto del cerro, usada tanto con fines militares como ganaderos, y que con el paso del tiempo dio lugar a la población actual. La localidad tomó forma durante el siglo XI, como resultado de la Reconquista cristiana al sur del sistema Central, sobre una fortificación musulmana ya existente.

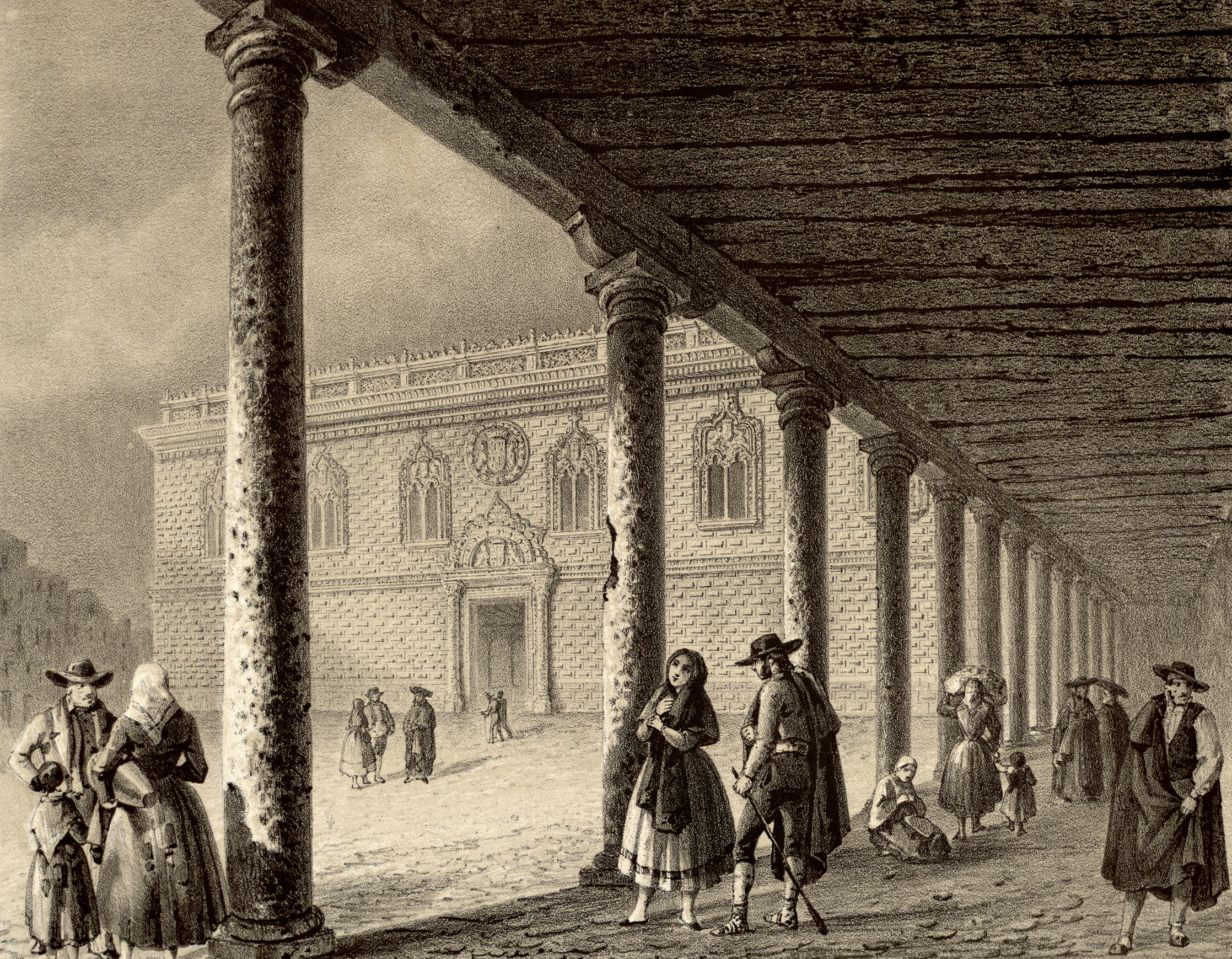
Plaza mayor y palacio de los Duques de Medinaceli a mediados del siglo en Recuerdos y bellezas de España

La primera aparición de Cogolludo en fuentes escritas data del año 1058, en tiempos de Alfonso VI. En 1176 el monarca Alfonso VIII cedió la localidad a la Orden de Calatrava, momento a partir del cual empezó a ampliarse el castillo de la localidad.
En 1242 a Cogolludo se le concedió el fuero de Guadalajara y en 1355 la villa pasó a manos de Íñigo López de Orozco. La localidad perteneció a la Orden de Calatrava hasta el año 1377, año en que esta la traspasaría —junto con el lugar de Loranca— a la familia Mendoza, a cambio de Villafranca de Córdoba. Pasó luego a doña Aldonza de Mendoza, duquesa de Arjona, en 1404, en unión de Espinosa y otras propiedades. A la muerte de esta señora, en 1435, don Diego Manrique, conde de Treviño, se apoderó de Cogolludo y Espinosa, en un gesto guerrero y violento muy propio de la época. Se lo disputó don Iñigo López de Mendoza, primer marqués de Santillana, y hermanastro de doña Aldonza. Pero el asunto, que tomaba cariz de poner en lucha a los dos caballeros y sus casas, fue zanjado por la justicia real, dejando el señorío de Cogolludo y su tierra en poder de la Corona de Castilla. La villa fue reintegrada a la Corona, la cual se la entregaría a Fernando Álvarez de Toledo.
Cogolludo pasó a la influencia de la familia de la casa de Medinaceli en 1438, año en el cual Fernando Álvarez de Toledo intercambiaría la villa a cambio de Garganta la Olla, Pasarón y Torremenga y 140 000 maravedíes. Sería durante este período —mediados del siglo XV— durante el cual se empezó a construir el palacio ducal. En 1557 Juan de la Cerda y Silva, IV duque de Medinaceli, construyó el monasterio de San Antonio, un convento de frailes franciscanos, proceso que se prolongaría al menos hasta 1581.
Hacia mediados del siglo XIX, el lugar tenía contabilizada una población de 994 habitantes. La localidad aparece descrita en el sexto volumen del Diccionario geográfico-estadístico-histórico de España y sus posesiones de Ultramar de Pascual Madoz de la siguiente manera:

COGOLLUDO: v. con ayunt. y estafeta de correos, cab. del part. jud. de su nombre, en la prov. de Guadalajara (6 leg.), aud. terr. de Madrid (15), c. g. de Castilla la Nueva y dióc. de Toledo (27).
Situacion y clima. Colocada en el declive de un cerro, con esposicion al E., y combatida por los vientos N. y S., su clima en lo general es frio, y las enfermedades mas comunes catarrales é intermitentes.
Interior de la poblacion y sus afueras. Tiene 264 casas, distribuidas en 15 calles, 2 plazuelas y otra llamada la mayor, con 3 hileras de árboles que forman dos paseos, en la cual se halla la casa consistorial, edificio capaz y de buena construccion; hay una cárcel, escasa de comodidades; 2 hornos de pan cocer, carniceria, 3 fuentes de abundantes y buenas aguas que proveen al vecindario, para beber y demas usos domésticos; escuela de instruccion primaria, concurrida por 93 alumnos, á cargo de un profesor dotado con 3,000 rs., casa de valde y las retribuciones de los discípulos; 2 conv., uno que fué de misioneros de San Antonio, y el otro de Carmelitas descalzos; un hermoso palacio, propiedad de los duques de Medinaceli, notable por la belleza de su arquitectura particularmente la fachada principal, cuyas ventanas son de estilo gótico; y 2 igl. parr. de primer ascenso, la una Santa María, servida por un cura párroco y 7 capellanes de sangre, de los cuales faltan 5 en la actualidad, es edificio de elegante y sólida construccion, y se halla sit. en la parte mas elevada de la pobl.; la de San Pedro, colocada en el centro de la v. y de mas antigüedad que la primera, tiene su párroco y otros 7 capellanes de sangre: el cementerio, bastante capaz, se halla fuera de la pobl. en posicion que no ofende á la salud pública; y á la salida de la v. hay una hermosa fuente con lavadero.
Término. Confina N. Monasterio y Arbancon; E. San Andrés del Congosto, Membrillera y Carrascosa; S. este último, Fuencemillan y Espinosa, con el que sirve de línea divisoria el r. Henares, y O. Aleas y Romerosa; dentro de esta circunferencia se encuentran muchos manantiales, 4 ermitas, la Soledad, San Isidro, San Anton y Ntra. Sra. del Val, y un desp. titulado San Agustin.
Calidad y circunstancias del terreno. Quebrado en parte, pero todo él fértil y de escelente calidad; á lo que contribuye el beneficio del riego que le proporcionan el rio Liendre, que desagua en el precitado Henares, y el arroyo Aquende que aumenta el caudal del primero; comprende un monte carrascal, otro de encina y roble, y una deh. con igual clase de arbolado, dándose en todos ellos escelentes pastos.
Caminos. Los locales y el que llevan las carretas, que desde los pinares de Atienza conducen maderas á Guadalajara y Madrid; todos se hallan en muy mal estado por la escabrosidad del terreno.
Correo. Se recibe de la adm. principal de Guadalajara, por un balijero que pasa á recogerlo á Torija, lo entrega en la estafeta y aquí se distribuye para los diferentes pueblos dependientes de la misma; llega los martes, jueves y sábados, y se despacha lunes, miércoles y viernes.
Producciones. Abundantes cosechas de trigo, cebada, vino, aceite, judias y patatas; se crian melones, cebollas, peras, manzanas, ciruelas, cáñamo y hortalizas de todas clases; ganado lanar y mular, abundante caza de perdices, conejos y liebres, y en el Henares pesca de barbos y alguna anguila.
Artes é industria. Tres molinos harineros, uno de aceite, la fabricacion de baldosa de alabastro, la de yeso y cal, y el carboneo, algunos vec. se dedican á la arrieria; hay telares de cánamo y lana, y varios de los oficios mas indispensables.
Comercio. Esportacion de frutos sobrantes, baldosa y carbon, é importacion de géneros ultramarinos, ropas y otros art. del reino, que no produce el pais; hay 2 tiendas bien surtidas de ropas y toda clase de géneros; 3 de abaceria y una confiteria; los miércoles de todas las semanas se celebra un mercado, cuyo principal tráfico es el de cereales, legumbres, bacalao, arroz, frutas y carbon; véndense tambien comestibles y algunos otros géneros de menos importancia.
Poblacion, riqueza y contribuciones: 284 vec., 994 alm. cap. prod.: 9.705,700 rs. imp.: 481,740. contr.: 44,087 rs. presupuesto municipal: asciende á 13,254 rs., y se cubre con los prod. de una casa, 2 hornos de pan cocer, carniceria y algunos arbitrios, y en caso de resultar déficit por reparto vecinal.
(Madoz, 1847, pp. 512-513)

## Demografía
Cogolludo cuenta con una población de 554 habitantes (INE 2024).
| Gráfica de evolución demográfica de Cogolludo entre 1842 y 2021 |
| |
| Población de derecho según los censos de población del INE Población de hecho según los censos de población del INEEntre el censo de 1970 y el anterior, crece el término del municipio porque incorpora a Aleas y Beleña de Sorbe Entre el censo de 1981 y el anterior, crece el término del municipio porque incorpora a Torrebeleña y Veguillas |

## Patrimonio

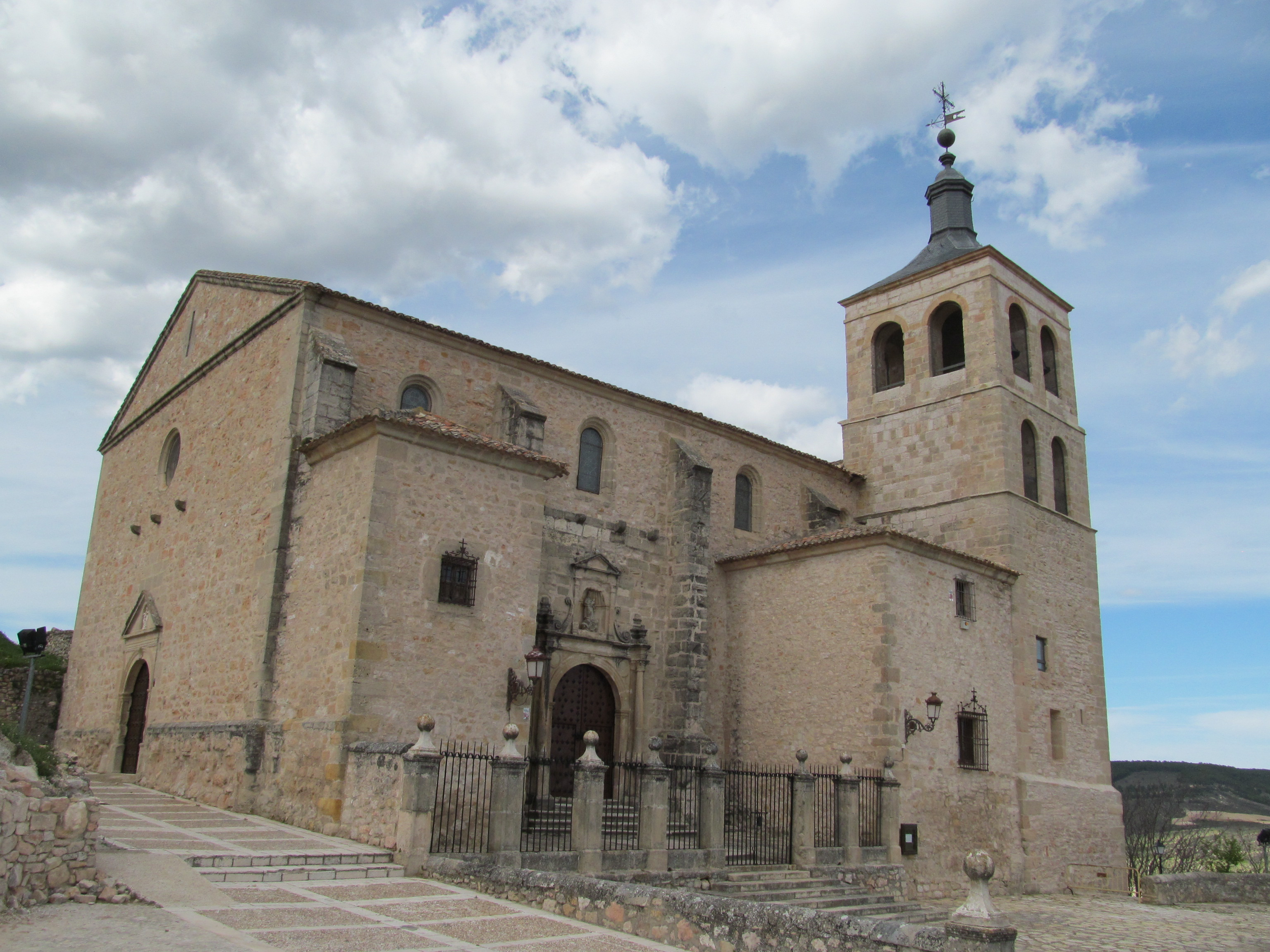
Iglesia de Santa María

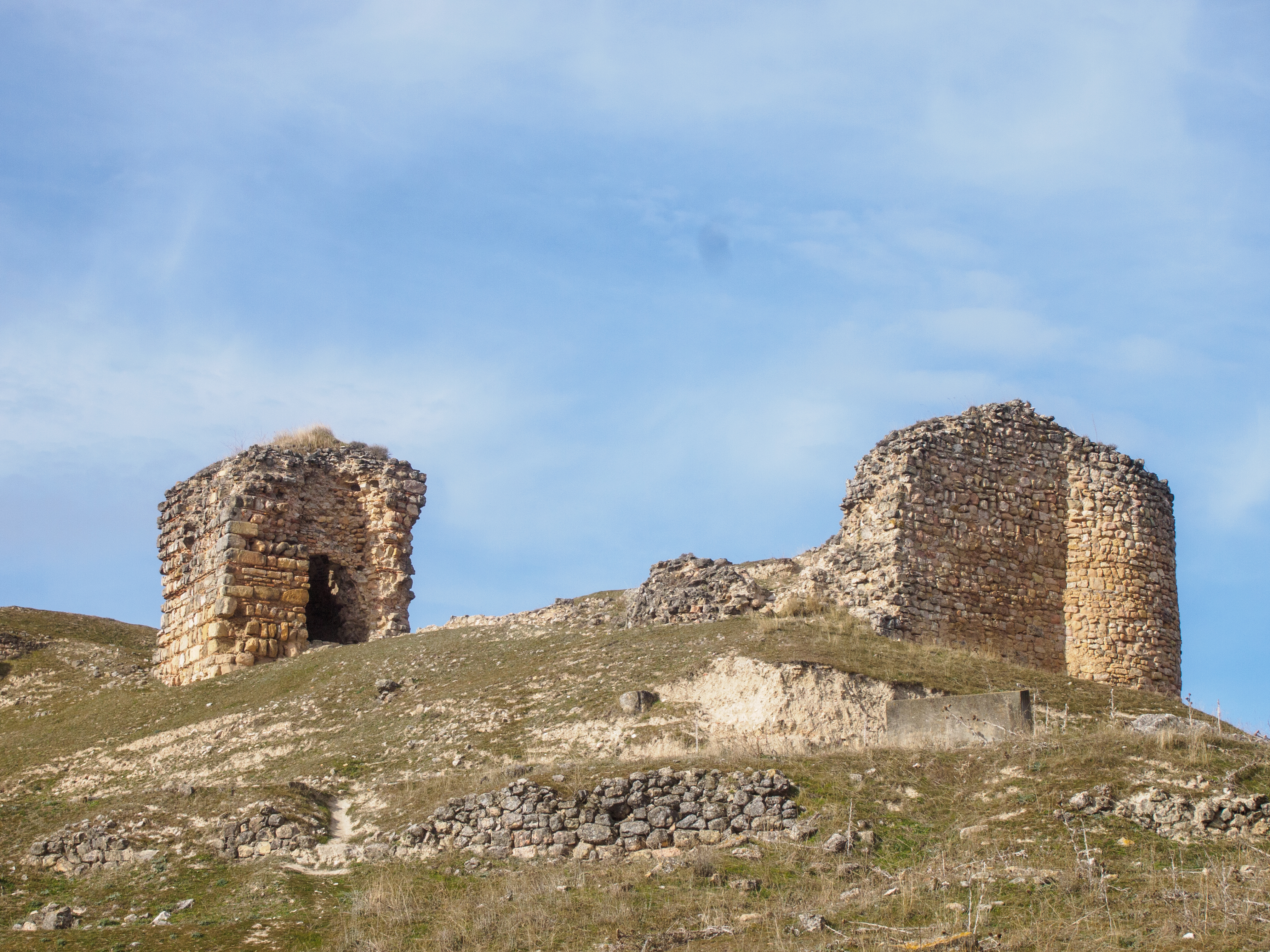
Ruinas del Castillo de Cogolludo

- Ruinas del Castillo de CogolludoIglesia de Santa María.[21] Alberga el cuadro Preparativos para la crucifixión, obra de El Españoleto.[24]
- Iglesia de San Pedro.[21]
- Palacio de los Duques de Medinaceli.[21]
- Castillo de Cogolludo. Hoy en ruinas, ubicado en la zona más alta de la localidad.[25]

## Fiestas patronales
Las fiestas patronales son en honor a la Virgen de los Remedios, que se celebra el 15 de agosto. También tiene por patrón a San Diego de Alcalá. Otras fiestas importantes son Santa Águeda (el 5 de febrero, declarada de interés turístico provincial y regional), San Isidro, San Antón, San Miguel y la Romería del Val.